# Siazan
Siazan  (azeri: Siyəzən) é um dos cinquenta e nove rayones do Azerbaijão. A capital é a cidade de Siyəzən.
A região é lar de uma comunidade significativa de Tat que falam a língua Tat. A palavra Siyazan significa "mulher negra" em Tat.

## Território e população
Este rayon é possuidor uma superfície de 759 quilômetros quadrados, os quais são o lugar de uma população composta por umas 35.296 pessoas. Por onde, a densidade populacional se eleva a cifra dos 46,5 habitantes por cada quilômetro quadrado deste rayon.

## Economia
A indústria mais importante na região é o petróleo. Além, do vinho, os cereais r as hortaliças e as explorações pecuaristas.

## Transporte
Por este rayon passa a linha ferroviária de "Azərbaycan Dövlət Dəmir Yolu" e a rodovia de Baku a Daguestão, na Federação Russa.